# Karin Park
Karin Maria Erika Park (nacida el 6 de septiembre del 1978) es una cantante y compositora sueca/noruega.
Karin Park creció en Suecia y tuvo su educación musical en Estocolmo. Tras tres años en Japón se trasladó a Bergen en Noruega.
Creó polémica durante una gira por China cuando llevó una camiseta de Amnistía Internacional con las palabras «derechos humanos» escritas en chino.

## Discografía
- Superworldunknown - 2003
- Change your mind - 2006
- Ashes To Gold - 2009
- Highway Poetry - 2012
- Apocalypse Pop - 2015